# Stig Centerwall
Stig Centerwall, född 3 augusti 1937 i Johannebergs församling i Göteborg, död 29 oktober 2011 i Fässbergs församling i Mölndal, var en svensk advokat och författare. Stig Centerwall var gift två gånger, fick sex barn och bodde en stor del av sitt liv i Mölndal.
Centerwall seglade jorden runt i linjefart och trampfart med styrmansexamen i Stockholm 1961 och sjökaptensexamen i Göteborg 1964. Han tog examen från handelsinstitut 1968 och en jur.kand.-examen vid Lunds universitet 1977. Han genomgick konstkurser vid Valands konstskola och journalistikutbildning vid Poppius journalistskola. Han arbetade som administrativ chef vid ett raffinaderibygge i Mongstad, Norge 1974-75 och vid raffinaderiet på Slagentangen i Tønsberg hösten 1979. Han var universitetsadjunkt i sjöfarts- och författningskunskap vid Chalmers tekniska högskola 1981-1986. Han arbetade först som biträdande jurist vid en advokatbyrå och drev därefter egen advokatbyrå från 1989 med inriktning på brottmål.
Som advokat blev han känd för att ha företrätt ungdomar efter diskoteksbranden i Göteborg 1998 och var den mest anlitade försvararen i rättegångarna efter de så kallade Göteborgskravallerna vid EU-toppmötet 2001. Han var en också en flitigt anlitad advokat i graffitimål.
Centerwall var chefredaktör och ansvarig utgivare för tidskriften Försvararen och för Göteborgsankan.
Stig Centerwall har gett ut tre böcker. 2002 kom Tiri Tiri o te Moana, en berättelse som börjar till havs utanför Nya Zeelands sydkust. 2006 kom O 2954, namngiven efter numret på en polishjälm, som behandlar en rättegång efter Göteborgskravallerna där polisvittnen driver med rättvisan. 2008 kom långdikten Between the Devil and the Deep Blue Sea som handlar om Estoniakatastrofen. Har var medförfattare i novellsamlingarna Gåspennan 1990 och Trampa Däck 2009.